# Unión de Radios Libres y Comunitarias de Madrid
La Unión de Radios Libres y Comunitarias de Madrid (URCM) es una organización que federa a emisoras culturales, libres y comunitarias radicadas en la Comunidad de Madrid. En la URCM actualmente están federadas doce emisoras y dos asociadas. A su vez, está adherida a la Red de Medios Comunitarios.

## Historia
Se creó en 1995 como consecuencia de la colaboración que diferentes emisoras han estado realizando desde 1988 diferentes actividades así como del acuerdo que entre las emisoras se dio para emitir en conjunto en diversos puntos del dial y con determinadas potencias máximas y direccionalidades de las antenas que impidieran las interferencias entre las emisoras, creando en la práctica un plan técnico que ha permitido desde entonces emitir sin excesivos problemas y respetando las distintas coberturas.
La incapacidad de las emisoras para poder dirigirse individualmente a la Administración para reclamar sus derechos fue otra de las circunstancias que obligaron a buscar puntos de encuentro. Es preciso la relación de las emisoras con otras entidades y organizaciones sociales para encontrar un espacio común en el mundo de la comunicación alternativa.
Las emisoras componentes han ido desarrollando características comunes, más que por un acuerdo de hacerlo así porque las condiciones de desarrollo de las emisoras ha condicionado los modelos, aun siendo proyectos heterogéneos en su origen las condiciones técnicas que se han homogeneizado (Plan Técnico de Emisión Experimental) y el desarrollo e intercambio de experiencias como son; programas, emisiones conjuntas, proyectos formativos, servicio técnico ha originado como decíamos cierta homogeneización de las emisoras.
Es uno de los proyectos fundadores de la Red de Medios Comunitarios, asociación que da forma jurídica al movimiento de medios comunitarios en España, en el que participa activamente durante los cuatro años previos a su constitución.
En 2009, ganaron un recurso en el Tribunal Supremo contra la adjudicación de licencias de radio por la Comunidad de Madrid en 2003

## Emisoras
- ECO Leganés, Entidad de Comunicación y Ondas de Leganés, Leganés, 106.9 FM
- Onda Merlín Comunitaria, Asociación Onda Merlín, Villaverde (Villaverde Bajo), 107.3 FM
- Onda Diamante, Asociación Vecinos "Amistad de Canillejas, San Blas (este de Madrid), 98.4 FM
- Radio Almenara, Asociación Radio Almenara, Tetuán (norte de Madrid, Barrio Almenara - Ventilla y barrios limítrofes), 106.7 FM
- Radio Cigüeña, Asociación Radio Cigüeña, Rivas-Vaciamadrid, 98.4 FM
- Radio Enlace, Asociación Radio Enlace, Hortaleza (noroeste de Madrid), 107.5 FM
- Radio Fuga, Asociación Cultural Radio Fuga, Aranjuez, 107.7 FM
- Radio Jabato, Asociación Radio Jabato, Coslada, 103.8 FM
- Radio Morata, Asociación Cultural Morateña, Morata de Tajuña, 107.6 FM
- Radio Paloma, Asociación de Vecinos Los Pinos Madrid, Puente de Vallecas (sureste de Madrid), 95.1 FM
- Radio Ritmo, Centro Cívico la Alhondiga, Getafe, 99.9 FM
- Radio Vallekas, Agrupación Cultural Taller de Comunicación Radio Vallecas, Villa de Vallecas (sureste de Madrid), 107.5 FM
- Desencadena Usera, Asociación Vecinal la Cornisa "Centro Sociocultural Mariano Muñoz", Usera, 106.6 FM (Asociada)
- Onda Polígono, Asociación Cultural Onda Polígono, Toledo, 107.3 FM (Asociada)

Emisoras federadas
Radio Almenara.
Es una de las últimas emisoras que han entrado en la Unión, además de ser una emisora muy joven tanto por su composición humana como por su creación. Se ubica en la Ventilla-Tetuán y emite en el 107.6 de la F.M., es una emisora ligada con otras experiencias asociativas en el barrio y desarrolla programas de integración de minusválidos psíquicos.
Radio Cigüeña
Ubicada en la localidad de Rivas-Vaciamadrid es una emisora muy ligada a su entorno local, esta gestionada por la Asociación Cultural Taller de Radio Cigüeña y desarrolla una intensa actividad cultural y asociativa en el municipio madrileño. Emite en el 98.4 de la F.M.
Radio Enlace.
Emisora ubicada en el distrito de Hortaleza que nació en 1987. Ligada al movimiento asociativo del barrio y que desarrolla una intensiva actividad; promoción y organización de la Liga Escolar de Cross de Hortaleza, organización de conciertos y del Concurso de Músicos de Hortaleza, participación en la organización de las fiestas del distrito así como en distintas fiestas de barrios del noreste de Madrid y forman parte de la Coordinadora de Entidades Ciudadanas de Hortaleza. Radio enlace emite en 107,5 de la F.M. durante las 24 horas del día.
Radio Fuga.
Emisora ubicada en el municipio de Aranjuez desarrolla su actividad en el campo de asociativo local, con una fuerte implantación en el municipio desde hace más de 10 años. Emite en el 92.1 F.M..Ligada al movimiento asociativo de su ciudad desarrolla actividades de promoción de este, así como cursos de radio, etc.
Radio Jabato.
Radio Jabato ha pasado a través de su historia por múltiples etapas permaneciendo durante algunos años inactiva, actualmente esta desarrollando su actividad y se encuentra ubicada en San Fernando de Henares y emite para todo el corredor del Henares en 103.8 de la F.M.. Desarrolla programas de integración social, de formación para el empleo en colaboración con otras entidades.
Radio Paloma.
Emisora situada en Vallecas, la zona de Palomeras Bajas, ligada a la Asociación de Vecinos del Barrio de San Agustín. Es una emisora ligada principalmente al movimiento vecinal de Vallecas en sus versiones cultural y reivindicativa. Emite el 95.1.
Radio Ritmo.
Emisora situada en la ciudad de Getafe es una de las pocas emisoras que emiten en esta zona populosa de la Comunidad de Madrid. Emite en el 99.9 de la F.M.
Radio Vallekas.
Radio Vallekas es una asociación sin ánimo de lucro que orienta sus actividades en el ámbito de la radiodifusión comunitaria desde hace casi 20 años y emite en el 107.5. Producción, realización y mantenimiento de una programación de 24 horas, formación radiofónica con el desarrollo de cursos y talleres de aproximación a la radio, participación en actividades comunitarias, sociales, culturales...
El principal objetivo de la emisora ha sido acercar el fenómeno de la radio comunitaria a las capas más desfavorecidas de la sociedad dando la oportunidad de que sean los protagonistas, los que elaboran sus propios programas, deciden sus contenidos y su estructura y ponen en el aire sus propios proyectos de comunicación. También durante todos estos años nuestra asociación ha desarrollado una estructura de colaboración con colectivos, asociaciones y ONG,s de nuestro entorno, así muchos de estos mantienen en la actualidad programas de radio que puedan servir lo mejor posible a sus intereses.
Onda Alternativa-Madrid.
Es una emisora experimental en el mundo de la radio libre y alternativa, pretende convertirse en una radio temática dedicada exclusivamente a la información de las organizaciones y movimientos sociales. La emisora funciona en colaboración con otras emisoras aprovechando los espacios que están no ocupan para difundir sus contenidos.
Onda Merlín.
Emisora Interesada y al servicio de la zona sur de Madrid, O.M.C. Radio ha pretendido ser un vehículo de comunicación a la hora de plantear los diferentes problemas que padece la zona sur de Madrid, ha colaborado con asociaciones vecinales, ha participado en campañas y actividades sociales, ha creado un Punto de Información Juvenil y ha abierto sus puertas para dar la palabra a todos aquellos que lo han deseado a través de las Ondas. O.M.C. emite 107.3 F.M.
Onda Diamante.

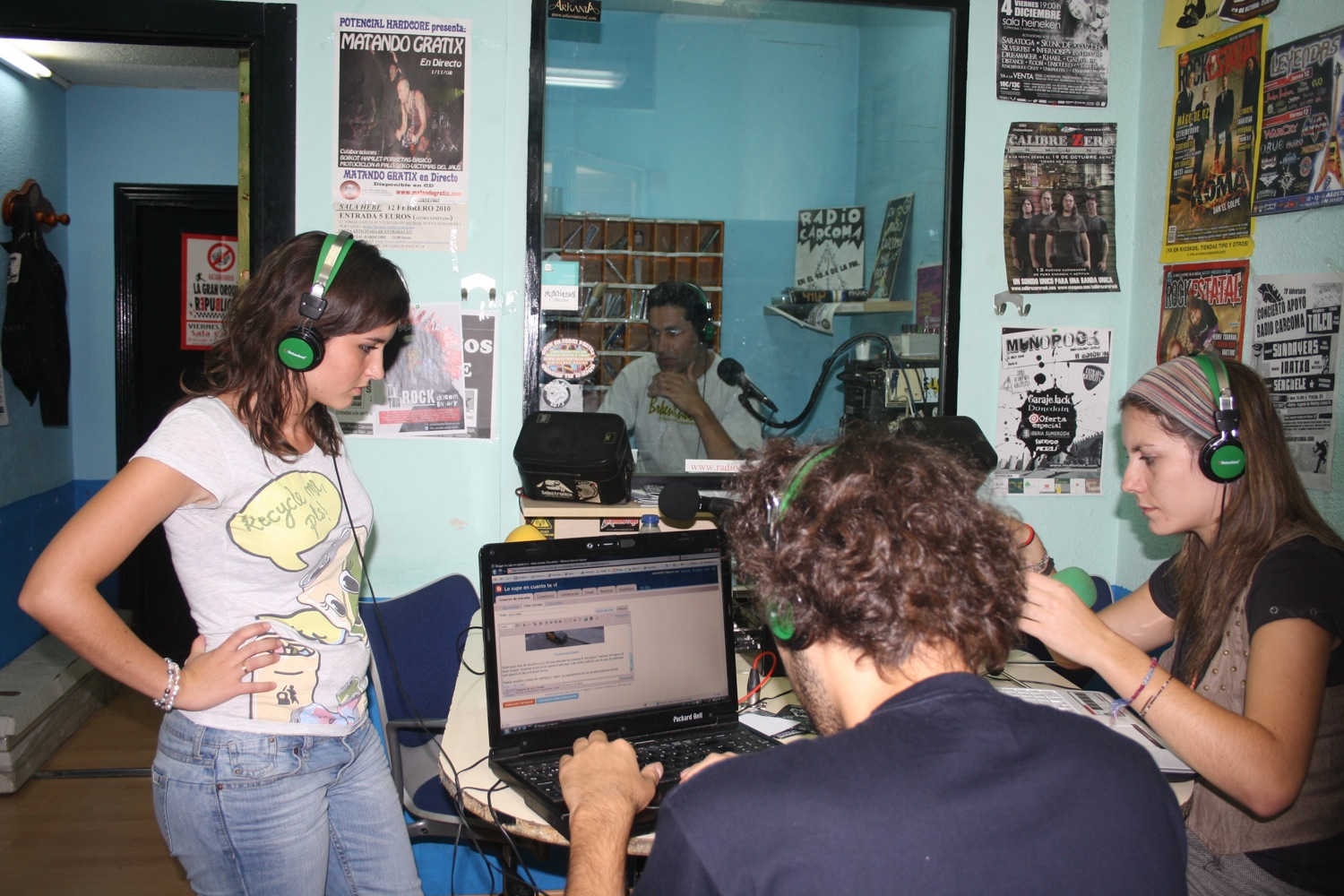
Radio Carcoma

Estación radiofónica de Madrid que transmite durante todo el día, tanto a través de frecuencia modulada como en línea, con un amplio repertorio de la mejor música pop latina de hoy y rigurosas secciones de noticias.
Tras la marcha de Radio Carcoma nació la nueva Onda Diamante que tras otros muchos años de éxito, con parrillas casi llenas las 24 horas del día, fue una de las radios más populares de la zona. Pero como ya se sabe no todo dura para toda la vida, y halla por el año 1999 muchos de los programas dejaron de emitirse hasta quedarse la parrilla con un solo programa Zona Canillejas TU DISTRITO durante 3 años. En el año 2005 se integró a la parrilla Distrito Joven, que trajo algo más de vidilla a la radio. En el año 2006 se comienza un proyecto radiofónico con la Universidad complutense de Madrid. En la actualidad estamos reformando todos nuestros locales, reparando el material, que llevaba sin revisarse desde el año 1988 incluida la antena, y estamos añadiendo 500 w más de emisión, para intentar llegar a la mayor parte del barrio posible. Ala vez estamos incluyendo más programas a la parrilla. 
Radio Morata.
Radio ubicada en Morata de Tajuña que informa y entretiene al público, compartiendo shows de conversación, deportes y música variada, lo que la ha llevado a ganar durante años una gran variedad de premios por su magnífica programación.
Emisoras Asociadas
Onda Polígono.
Emisora que brinda los mejores programas con todas las noticias locales que el público espera escuchar a diario, además de entretenidos momentos musicales en español, shows en vivo con grandes profesionales y lo último en la actualidad internacional.
Situada en Toledo, realiza actividades conjuntamente con las otras emisoras de la URCM.
Aparte
Red Con Voz. 
Diferentes programas para ser emitidos en las diferentes emisoras perteneciente a Unión de Radios Libres y Comunitarias de Madrid  y Red de Medios Comunitarios.

## Proyectos
La federación realiza diversos proyectos:
- La URCM colaboraba con el diario Diagonal produciendo un boletín radiofónico quincenal en el que participan colectivos, además de socios voluntarios de las emisoras Radio Almenara y Radio Ritmo.[6]
- Junto con la Dirección General de Promoción Cultural de la Consejería de Cultura y Turismo de la Comunidad de Madrid, lleva a cabo Dridam - Radio Cultural, para la difusión radiofónica de producciones culturales.[7]
- En colaboración con la Sección Española de Amnistía Internacional, producen un informativo semanal.[8]